# Biocultura
A biocultura é a combinação de fatores biológicos e culturais que afetam o comportamento humano. A biocultura é uma área de estudo limitada pelas ciências médicas, ciências sociais, ecologia da paisagem, antropologia cultural, biotecnologia, estudos da deficiência, ciências humanas e o meio ambiente econômico e global. Nessa linha, pode-se ver a biosfera - a terra afetada pelo humano - como a adaptação do natural ao humano e as bioculturas como a interadaptação do humano às novas tecnologias e modos de conhecimento caracterizados pelo Atitude do século 21 em relação ao corpo. Parte do princípio que na biocultura existe uma forma diversa de conhecer o funcionamento do corpo e da mente, e que estes são derivados principalmente da cultura, e que a forma de saber de um especialista produz fortes resultados específicos. No entanto, os resultados não têm um alcance exclusivo sobre o corpo e a mente. Além disso, busca desenvolver e encorajar não apenas os especialistas, mas também partes do corpo e da mente das pessoas como objeto de estudo.

## Definições alternativas
Uma definição alternativa do termo biocultura são todos os aspectos práticos do uso de seres vivos na cultura, incluindo agricultura, produção de alimentos e roupas, silvicultura, criação e treinamento de animais, comércio de animais de estimação, uso de seres vivos na ciência, zoológicos e aquários, esportes com animais e criação de animais para caça esportiva.